# Rudolf Haas (Schriftsteller)

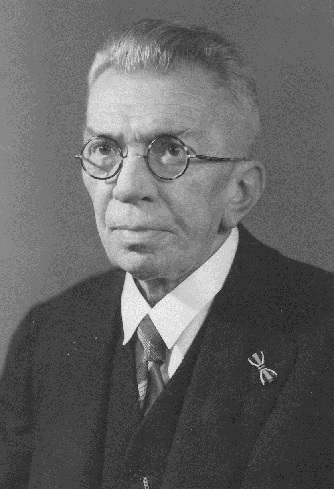

Rudolf Haas (* 28. Juni 1877 in Mies, Böhmen; † 25. August 1943 in Villach, Kärnten) war ein österreichisch-sudetendeutscher Jurist und dem nationalsozialistischen Gedankengut nahestehender Schriftsteller.

## Leben
Rudolf Haas war der Sohn eines Richters. Rudolf Haas wuchs in Weseritz bei Mies auf und besuchte ab 1884 die Volksschule in Aussig sowie anschließend das Gymnasium in Pilsen. 1890 wechselte er auf ein Gymnasium in Eger. Von dieser Schule wurde er 1896 relegiert; daher legte er im selben Jahr die Reifeprüfung als Externer am Gymnasium in Mies ab. Anschließend studierte er Rechtswissenschaft an der Karl-Ferdinands-Universität in Prag und schloss 1901 mit der Promotion zum Dr. jur. ab. Während seiner Prager Jahre wurde er maßgeblich vom Prager Autor Friedrich Adler und dem Germanisten August Sauer beeinflusst.
Ab 1902 war Rudolf Haas für die Staatseisenbahn-Gesellschaft in Wien tätig, von 1912 bis 1925 für die Staatsbahndirektion in Villach/Kärnten, unterbrochen von seiner Teilnahme am Ersten Weltkrieg. Nach der freiwilligen Versetzung in den Ruhestand lebte Rudolf Haas als freier Schriftsteller in Villach.

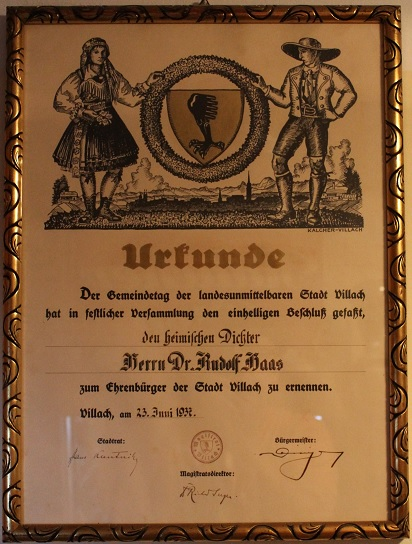

Am 23. Juni 1937 wurde Rudolf Haas zum Ehrenbürger der Stadt Villach ernannt.
Rudolf Haas war Verfasser von Romanen und Erzählungen. Sowohl das heimatliche Egerland als auch seine zweite Heimat Kärnten bilden den Hintergrund zahlreicher seiner Werke. Besonders erfolgreich waren seine Studentenromane um die Figur des "Matthias Triebl". Seit den Zwanzigerjahren näherte sich Haas dem Nationalsozialismus an; sein 1940 im parteieigenen Eher-Verlag erschienener Roman "Mutter Berta" ist ein Beispiel für die von den NS-Machthabern geförderte Blut-und-Boden-Literatur und wurde in hohen Auflagen verbreitet.

## Werke
- Der Volksbeglücker, Berlin-Charlottenburg 1910. Neuausgabe Hofenberg, Berlin 2022, ISBN 978-3-7437-4407-3.
- Matthias Triebl, Leipzig 1915
- Triebl, der Wanderer, Leipzig 1916
- Verirrte Liebe, Leipzig 1917
- Michel Blank und seine Liesel, Leipzig 1919
- Der Schelm von Neuberg, Leipzig 1919
- Die wilden Goldschweine, Leipzig 1920
- Der Alte vom Berge, Leipzig 1921
- Auf lichter Höhe, Leipzig 1922
- Diktatur, Leipzig 1923
- Einsame Riesen, Erfurt 1923
- Heimat in Ketten, Leipzig 1924
- Die Stimme des Berges, München 1924
- Leuchtende Gipfel, Leipzig 1925
- Die drei Kuppelpelze des Kriminalrates, Leipzig 1926
- Komm mit, Kamerad!, Leipzig 1927
- Waltrada, Leipzig 1927
- Klaus Andrian, Leipzig 1928
- Der unruhige Grislmatzrebhahn, Leipzig 1928
- Triebl-Streiche, Leipzig 1929
- Der lange Christoph, Leipzig 1930
- Die sieben Sorgen des Kriminalrats, Leipzig 1930
- Egerländer, Leipzig 1931
- Reinheit und Gemeinheit, Leipzig 1932
- Die Brautlotterie, Leipzig 1933
- Die losen Geschichten vom guten Fürsten Ernst Kasimir, Weimar 1933
- Der Blutjäger, Gütersloh 1935
- Der stumme Konrad, Leipzig 1936
- Der Bergadler, Salzburg [u. a.] 1937
- Bergbauern, Wien [u. a.] 1939
- Die Menschen vom Marhof, Salzburg [u. a.] 1939
- Mutter Berta, München 1940
- Vor der Heimholung ins Reich, Leipzig 1940
- Dort hinter den Hügeln ..., Leipzig 1942